# 2698 Azerbajdzhan

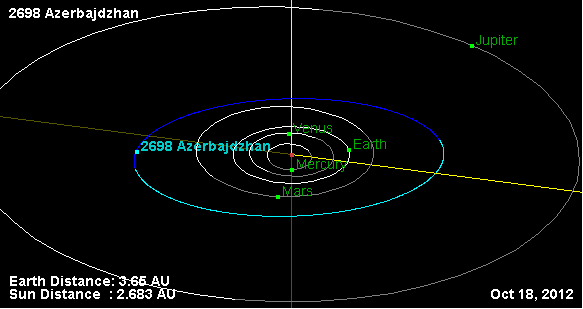
Quỹ đạo của 2698 Azerbajdzhan và vị trí của 2698 Azerbajdzhan vào ngày 18/10/2012

2698 Azerbajdzhan là một tiểu hành tinh [[vành đai chính, được phát hiện bởi astronomers ở Đài vật lý thiên văn Crimean in 1971. Nó được đặt theo tên Soviet Republic thuộc Azerbaijan (now the independent Republic of Azerbaijan).